# 卢瓦河畔马雷伊
卢瓦河畔马雷伊（法語：Mareil-sur-Loir，法語發音：[maʁɛj syʁ lwaʁ]）是法国萨尔特省的一个市镇，属于拉弗莱什区。

## 地理
卢瓦河畔马雷伊（47°42'53"N, 0°0'39"E）面积11.83 平方千米，位于法国卢瓦尔河地区大区萨尔特省，该省份为法国西北部内陆省份，北起顺时针与奥恩省、厄尔-卢瓦省、卢瓦-谢尔省、安德尔-卢瓦尔省、曼恩-卢瓦尔省和马耶讷省接壤，是法国大西部的入口，连接卢瓦尔河谷、布列塔尼和巴黎盆地。
与卢瓦河畔马雷伊接壤的市镇（或旧市镇、城区）包括：圣让德拉莫特、托雷莱潘、克莱蒙-克雷昂、拉弗莱什、吕谢-普兰热。

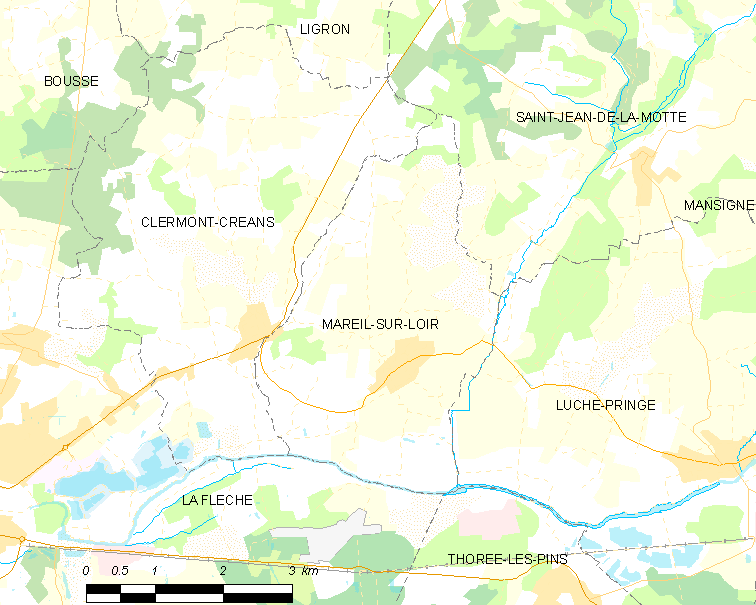
卢瓦河畔马雷伊的OSM定位图

卢瓦河畔马雷伊的时区为UTC+01:00、UTC+02:00（夏令时）。

## 行政
卢瓦河畔马雷伊的邮政编码为72200，INSEE市镇编码为72185。

## 政治
卢瓦河畔马雷伊所属的省级选区为拉弗莱什县。

## 人口

1962-2008年间卢瓦河畔马雷伊人口变化图示

卢瓦河畔马雷伊于2022年1月1日时的人口数量为658人。